# جوزف کیلگور
جوزف کیلگور (انگلیسی: Joseph Kilgour؛ ‏ ۱۱ ژوئیهٔ ۱۸۶۳ – ۲۱ آوریل ۱۹۳۳) بازیگر فیلم‌های صامت اهل کانادا بود.
از فیلم‌ها یا برنامه‌های تلویزیونی که وی در آن نقش داشته‌است، می‌توان به عشق، آسان‌ترین راه و زن مطلقه اشاره کرد.